# Tingambato
Tingambato är en kommunhuvudort i Mexiko.   Den ligger i kommunen Tingambato och delstaten Michoacán de Ocampo, i den södra delen av landet, 290 km väster om huvudstaden Mexico City. Tingambato ligger 1 978 meter över havet och antalet invånare är 6 329.
Terrängen runt Tingambato är huvudsakligen kuperad, men åt sydost är den bergig. Runt Tingambato är det ganska tätbefolkat, med 60 invånare per kvadratkilometer. Närmaste större samhälle är Nahuatzén, 18,3 km norr om Tingambato. I omgivningarna runt Tingambato växer huvudsakligen savannskog.